# Heltah Skeltah
Heltah Skeltah er en rapgruppe fra Brooklyn, der består af Ruck (Sean Price) og Rock. Begge medlemmerne er også med i Boot Camp Click-samarbejdet.
De udgav deres første album, Nocturnal, i juni 1996 med singlen Operation Lockdown, der gjorde gruppen populær indenfor undergrundsrapscenen.

## Diskografi
- Nocturnal – 1996
- Magnum Force – 1998